# Job 41
Job 41 es el capítulo cuadragesimoprimer de capítulo del libro de Job en la Biblia hebrea o el Antiguo Testamento del cristianismo . El libro es anónimo; la mayoría de los estudiosos creen que fue escrito alrededor del siglo VI a. C. Este capítulo recoge el discurso de Dios a Job, que pertenece a la sección «Veredictos» del libro, que comprende Job 32:1–Job 42:6.

## Texto
El texto original está escrito en lengua hebrea. Este capítulo está dividido en 34 versículos en las Biblias en inglés, pero solo 26 versículos en la Biblia en hebreo, que utiliza una numeración de versículos diferente (véase más abajo).

### Numeración de versículos
Hay algunas diferencias en la numeración de los versículos de este capítulo en las Biblias en inglés y en los textos en hebreo:
| Inglés  | Hebreo   |
| ------- | -------- |
| 41:1–8  | 40:25–32 |
| 41:9–34 | 41:1–26  |

Este artículo sigue en general la numeración común en las versiones cristianas de la Biblia en inglés, con notas sobre la numeración en las versiones de la Biblia en hebreo.

### Testimonios textuales
Algunos manuscritos antiguos que contienen el texto de este capítulo en hebreo pertenecen al Texto masorético, que incluye el Códice de Alepo (siglo X) y el Codex Leningradensis (1008). Se encontraron fragmentos que contienen partes de este capítulo en hebreo entre los Rollos del Mar Muerto, incluyendo 4Q100 (4QJobb; 50–1 a. C.) con los versículos 15–17 conservados.

## Análisis
La estructura del libro es la siguiente:
- El prólogo (capítulos 1-2)
- El diálogo (capítulos 3-31)
- Los veredictos (32:1-42:6)
- El epílogo (42:7-17)

Dentro de la estructura, el capítulo 41 se agrupa en la sección Veredicto con el siguiente esquema:
- El veredicto de Eliú (32:1–37:24)
- La aparición de Dios (discursos de Yahvé) y las respuestas de Job (38:1–42:6)
  - Primer discurso de Dios (38:1–40:2)
    - Versículo temático y convocatoria (38:1–3)
    - El mundo físico (38:4–38)
    - La Tierra física (38:4–7)
    - El mar (38:8–11)
    - La mañana (38:12–15)
    - Los límites exteriores de la tierra (38:16–18)
    - La luz y las tinieblas (38:19–21)
    - Las aguas: nieve, granizo, lluvia, escarcha, hielo (38:22–30)
    - Los cuerpos celestes (38:31–33)
    - Las tormentas (38:34–38)

  - El mundo animal (38:39–40:2)
    - Dios provee para los leones y los cuervos (38:39–41)
    - Las cabras montesas (39:1–4)
    - El asno salvaje (39:5–8)
    - El buey salvaje (39:9–12)
    - El avestruz (39:13–18)
    - El caballo de guerra (39:19–25)
      - El halcón y el águila (39:26–30)

    - Breve desafío a responder (40:1–2)

  - Primera respuesta de Job: una respuesta insuficiente (40:3–5)
  - Segundo discurso de Dios (40:6–41:34)
    - Versículo temático y convocatoria (40:6–8)
    - El desafío ampliado (40:9–14)
    - El desafío de controlar al behemot (40:15–24)
    - Leviatán (41:1–34)
      - El desafío de luchar contra Leviatán (41:1–7)
      - Algunas conclusiones (41:8–11)
      - Su armadura (41:12–17)
      - Su aliento de fuego (41:18–21)
      - Su fuerza (41:22–25)
      - Las armas no pueden derrotarlo (41:26-29)
      - Él crea confusión (41:30-32)
      - Conclusión (41:33-34)

  - Segunda respuesta de Job (42:1-6)

Los discursos de Dios en los capítulos 38-41 pueden dividirse en dos partes, ambas comenzando con frases casi idénticas y con una estructura similar:
| Primer discurso                                                                                              | Segundo discurso |
| --- | --- |
| A. Fórmula introductoria (38:1)                                                                              | A1. Fórmula introductoria (40:6) |
| B. Desafío temático (38:2–3) i. Tema A (versículo clave – versículo 2) ii. Convocatoria (versículo 3)        | B1. Desafío temático (40:7–14) i. Convocatoria (versículo 7) ii. Tema B (versículo clave – versículo 8) iii. Ampliación del desafío (versículos 9–14) |
| C, Particularización del tema i. En el mundo físico (38:4–38) ii. En los reinos animal y aviar (38:39–39:30) | C1, Particularización del tema i. Con Behemoth (40:15–24) ii. Con Leviatán (41:1–34)                                                                  |
| D. Breve desafío a responder (40:1–2)                                                                        | |

La revelación del Señor a Job es la culminación del libro de Job, en la que el Señor le habla directamente y le muestra su poder soberano y su gloria. Job ha vivido el sufrimiento sin maldecir a Dios, manteniendo su integridad y sin arrepentirse en ningún momento, pero desconocía la verdadera razón de su sufrimiento, por lo que Dios interviene para resolver las cuestiones espirituales que han surgido. Job no fue castigado por el pecado y su sufrimiento no lo había separado de Dios, ahora Job ve el final, el punto en el que no puede tener el conocimiento para hacer las evaluaciones que hizo, por lo que es más sabio inclinarse en sumisión y adoración a Dios que tratar de juzgarlo.
El capítulo 41 continúa el segundo discurso de YHWH centrándose en la criatura marina Leviatán. El capítulo consta de dos secciones:
1. Un desafío a Job para que luche contra Leviatán (versículos 1-11)
2. Una descripción detallada de las características de Leviatán (versículos 12-34)

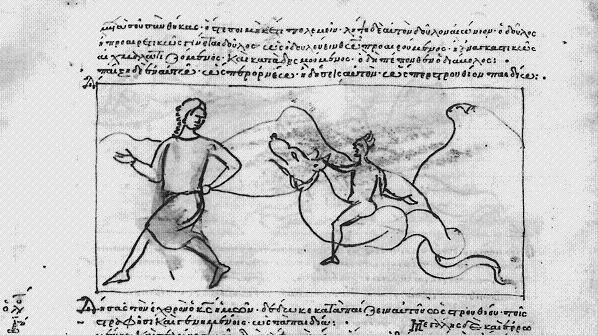
Libro de Job en manuscritos bizantinos iluminados con ilustraciones cíclicas (1200 d. C.). Biblioteca Apostólica Vaticana, Roma.

## Dios desafía a Job a luchar contra Leviatán (41:1–11)
La sección comienza con una serie de preguntas para desafiar a Job a luchar contra Leviatán, que es bastante abrumador para los humanos. El desafío humano contra Leviatán se describe como inútil (versículos 8-10a), por lo que la implicación es «¿quién puede resistir» a YHWH, que creó a Leviatán (versículo 10b).

### Versículo 1
[YHWH dijo:] «¿Puedes sacar a Leviatán con un anzuelo,
o atrapar su lengua con una cuerda que tú mismo bajas?
- «Leviatán»: una gran criatura marina cuya identidad exacta se desconoce.[22] Se hace referencia a ella en 9; 9; Isaías 27:1).[23] La derrota de Satanás en Apocalipsis 12:3–9 se describe con el mismo tipo de imágenes que Leviatán.[24]
- «Sacar»: traducido del verbo en hebreo מָשַׁךְ, «mashakh», que significa «extraer del agua; pescar».[25]
- «Bajar»: traducido del verbo hebreo שָׁקַע, «shaqaʿ», que significa «hacer hundirse», si se conecta con la palabra en Amós 8:8 y 9:5. También puede tener el sentido de «atar; atar», es decir, «usar una cuerda para atar (atar fuertemente) la lengua y la mandíbula».[26]

## Dios habla más sobre Leviatán (41:12–34)
Tras una declaración introductoria (versículo 12), Dios habla más extensamente sobre Leviatán: su armadura (versículos 13–17), el fuego que escupe (versículos 18-21), su fuerza (versículos 22-25), la incapacidad de las armas para derrotarlo (versículos 26-29), el caos que provoca (versículos 30-32) y una conclusión general (versículos 33-34). Es imposible que los seres humanos controlen a esta criatura (ya sea natural o simbólica de las fuerzas del mal y el caos), pero es necesario controlarla para que la creación continúe, y Dios tiene el control sobre ella y sobre todas las criaturas para ordenar el mundo. Por lo tanto, el gobierno de Dios es más de lo que Job puede imaginar y más matizado que simplemente recompensar la rectitud o castigar la maldad.

### Versículo 22

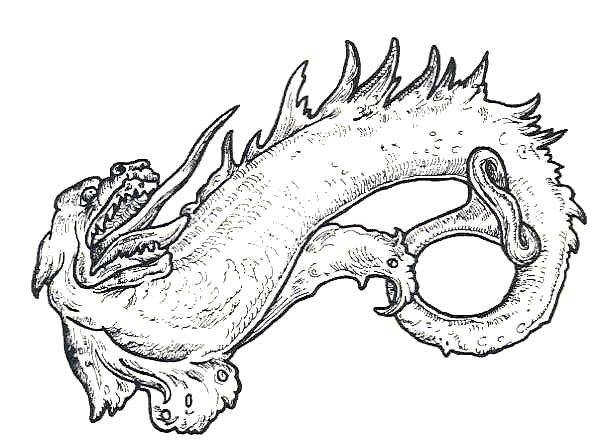
Ilustración de Leviatán de los grimorios medievales.

[YHWH dijo:] «En su cuello reside la fuerza,
y el terror baila ante él».
- «Terror»: traducido de la palabra en hebreo דְּאָבָה, deʾavah, que es solo se encuentra aquí en toda la Biblia en hebreo, pero la raíz verbal significa «languidecer; añorarse» y un sustantivo relacionado habla de «abatecimiento y desesperación» en 9.[29]

## Comentarios

### De la Iglesia  católica

#### A los versículos 1-3
El texto hebreo resulta difícil de comprender y la versión griega apenas aporta claridad. Las interpretaciones varían entre comentaristas antiguos y modernos. La traducción propuesta parte de conjeturas que buscan precisar su significado: la captura del Leviatán es imposible, pues destruye a todo ser que lo enfrente. El pasaje resalta su ferocidad para subrayar que Dios lo integra en su plan creador.